# Portul Veneția
Portul Veneția este unul dintre cele mai importante porturi comerciale ale Italiei și unul dintre cele mai mari porturi de  croazieră din Marea Adriatică și Marea Mediterană.

## Configurație
Accesul este asigurat prin cele trei porturi de intrare:
- Lido-San Nicolò
- Malamocco-Alberoni
- Pellestrina-Chioggia

Docurile sunt repartizate pe diferite zone, după funcționalitate:
- pe continent, la Marghera (45°27′0″N 12°16′30″E / 45.45000°N 12.27500°E), se concentrează traficul comercial, în special portcontainere și petroliere care alimentează interportul și zona industrială. Din iulie 2007 pot intra aici nave cu lungimea de 260 de metri, față de numai 220 de metri înainte, datorită activităților de excavare efectuate pe canalul petrolierelor care leagă Portul Marghera de intrarea în portul Pellestrina.
- în centrul istoric, la Gara Maritimă (45°26′3″N 12°18′30″E / 45.43417°N 12.30833°E), acostează feriboturile (traghetti) pentru Grecia și Turcia, precum și navele de croazieră de mari dimensiuni. Sunt disponibile: 4 dane pentru feriboturi și 6 dane pentru nave de croazieră; lungimea navelor nu trebuie să depășească 304 metri.
- tot în centrul istoric, de-a lungul malului “riva dei Sette Martiri” (45°25′50″N 12°21′10″E / 45.43056°N 12.35278°E) sunt ancorate marile iahturi private și ocazional navele de croazieră, iar navele militare acostează în fața Arsenalului.

Portul este interconectat cu zona industrială Marghera, un bazin ce include numeroase șantiere navale de construcțtii și reparații aflate la Marghera, Veneția și Pellestrina. Aici este sediul activităților Marinei Militare cu prezența fostului Arsenal Militar Maritim, acum sediul Institutul de Studii Militare Maritime, al Muzeului de istorie navală a Veneției și al Școlii militare navale Francesco Morosini.
Aici se pătrunde prin porturile de intrare Lido (pentru orașul istoric) și Malamocco (pentru zona industrială).
Gurile de intrare sunt în curs de reconfigurare majoră prin proiectul Mose, cu crearea de diguri noi pentru a reduce influența vântului scirocco și de porturi de refugiu și bazine capabile să asigure traficul, precum și de baraje mobile contra acqua alta.

## Trafic
În 2006
, portul a avut un trafic de 30.936.931 tone, cu circa 14.541.961 tone în sectorul comercial, cu 316.641 TEU (Twenty-Foot Equivalent Unit) și 1.453.513 pasageri, 5.033.484 de tone în sectorul industrial și 11.361.476 de tone de petrol. 
În total, au trecut prin Veneția (în 2006), 4.998 nave.

## Imagini

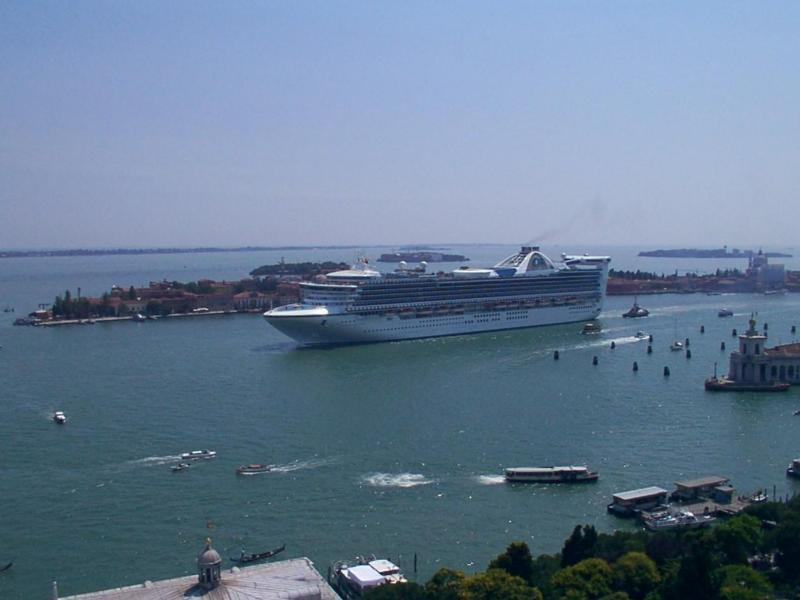
Navă de croazieră ieşind din portul aflat în bazinul San Marco
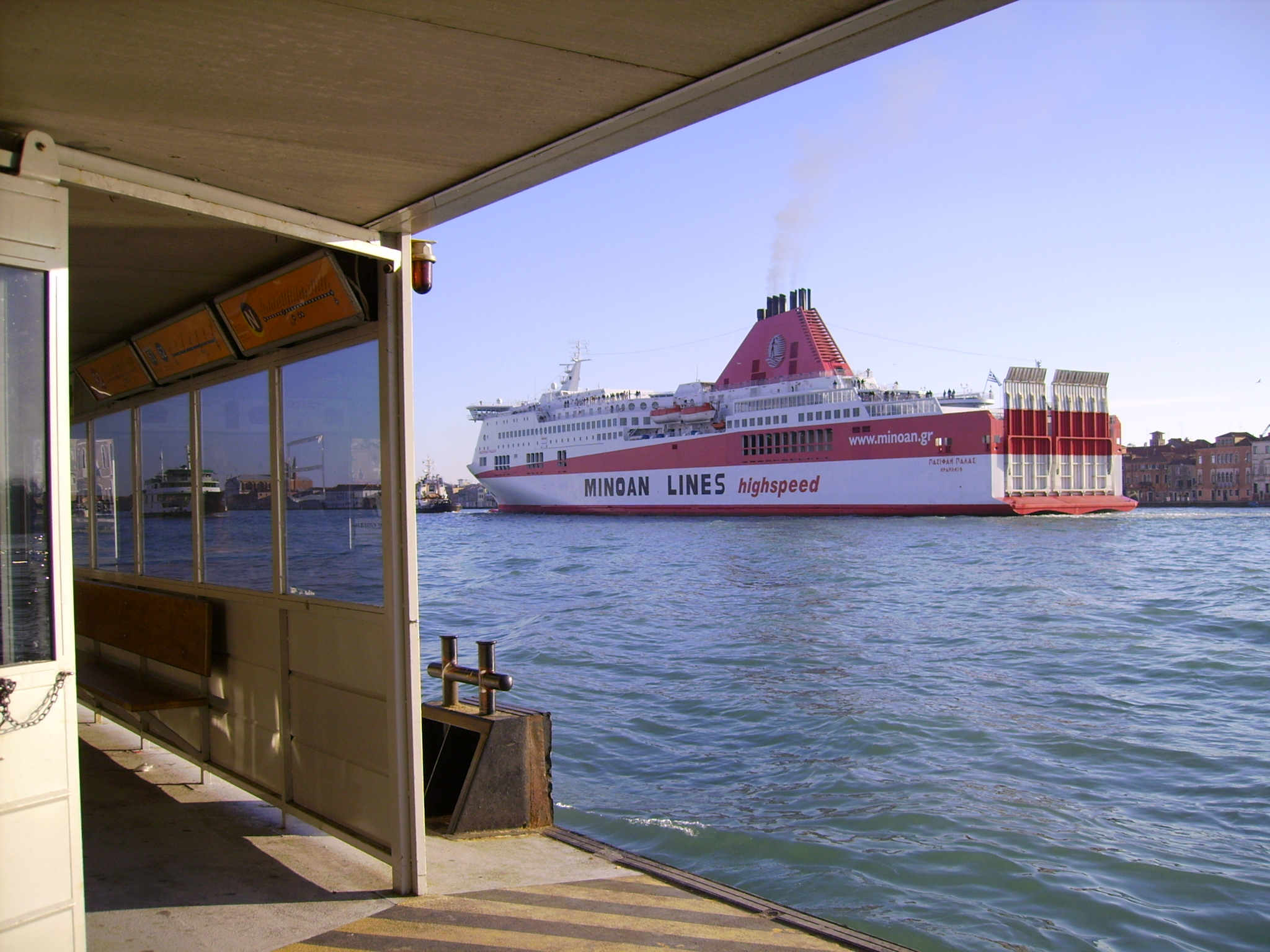
Feribot pe ruta Veneţia-Grecia navigând pe Canalul Giudecca în direcţia bazinului San Marco
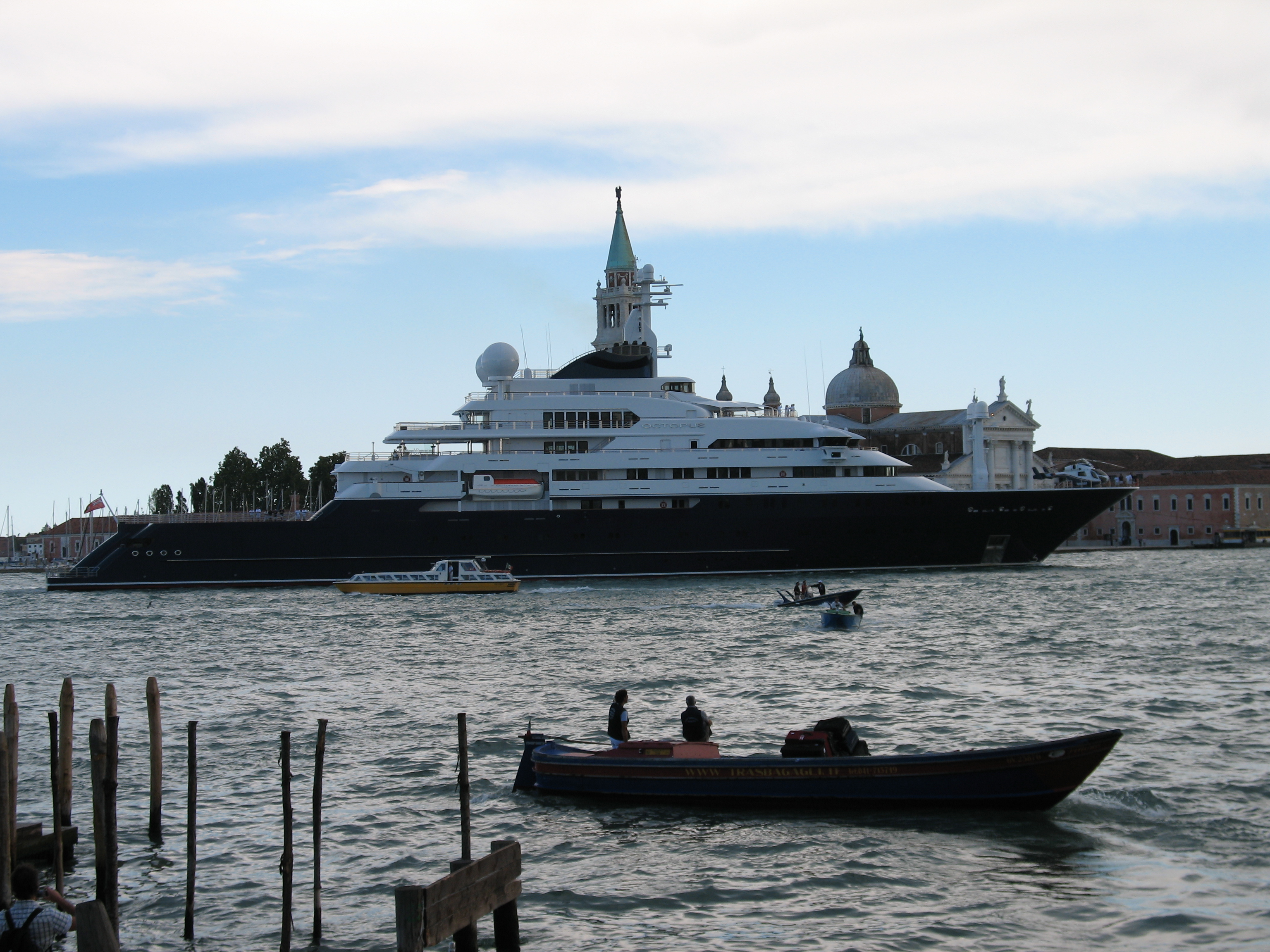
Iaht în port
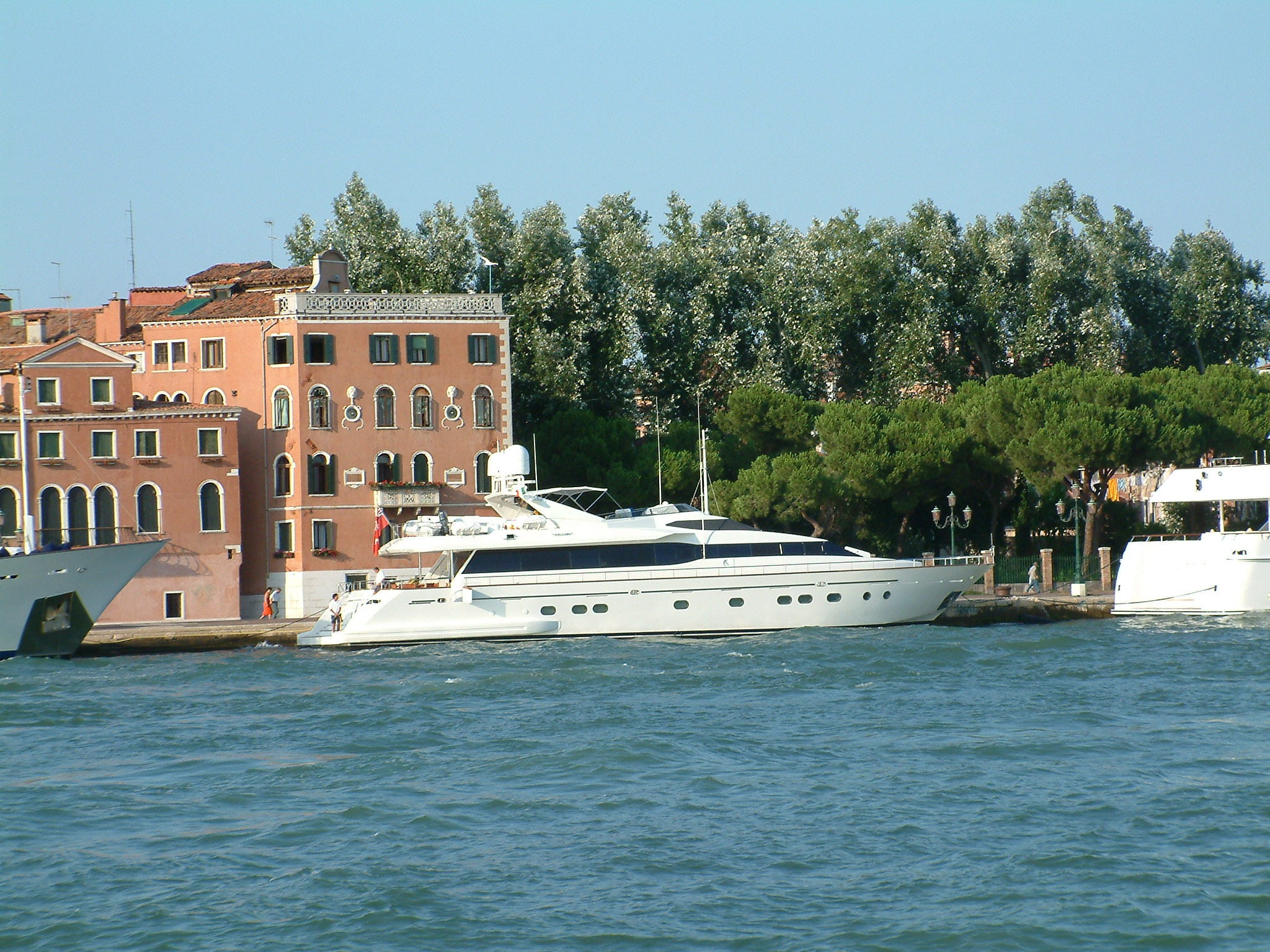
Iaht ancorat la debarcader